# ニューヨーク、アイラブユー
『ニューヨーク、アイラブユー』（New York, I Love You）は、2009年のフランス・アメリカ合作映画。

## 概要
パリを舞台にした『パリ、ジュテーム』（2006年）に続く第二弾で、ニューヨークを舞台に「愛」をテーマにして製作された作品。複数の監督が短編映画を製作したが、厳密なオムニバス映画ではなく、繋ぎカットの撮影も行って短編同士をシンクロさせ、群像劇に仕上げるという、過去に例のない全く新しい手法で作られている。よって『パリ、ジュテーム』の続作でありながら作品スタイルが異なる。
未完成のまま2008年の第33回トロント国際映画祭にて初上映された。女優のスカーレット・ヨハンソンも監督をしたが、全編カットされた。2010年8月27日に発売された日本版DVDには同作が特典映像として収録されている（レンタル版は未収録）。
日本では2009年秋にザナドゥー配給で公開予定だったが、同社が経営破綻。IMJエンタテインメント（現：C&Iエンタテインメント）とマジックアワーの配給により、2010年2月27日に公開。

## ストーリー
中年紳士ギャリーから財布をすったスリのベンは、財布の中にあった写真の美女モリーを街で偶然見かける……。47丁目ダイヤモンド取引所のジャイナ教徒のインド人ダイヤモンド商マンスークバイのもとへ、結婚間近の厳格なハシディズム系ユダヤ教徒の仲買人リフカが訪れる……。アパートにこもって映画音楽を作曲する作曲家デヴィッドは、顔も知らない監督アシスタントのカミーユから、電話で監督の奇妙な指示を伝えられる……。レストランの前で、男は魅惑的な女にタバコの火を貸し、それをきっかけに女を口説き始める……。最近失恋した17歳の若者は、近所の薬剤師リッコリから卒業プロムに一緒に行くようにと美しい娘の写真を見せられる……。数日前に一夜限りのつもりで愛を交わしたリディアとガスは再会のためバーへと向かう……。元オペラ歌手イザベルは5番街にあるホテルにチェックインし、腰に障害のある外国訛りの若いホテルマン・ジェイコブと出会う……。セントラル・パークで黒人青年ダンテが、幼い白人の少女テヤの遊び相手をしている……。チャイナタウンで働く若い中国人女性にインスピレーションを得た画家は、記憶をもとに彼女の顔を描き始めるがどうしても目だけが描けない……。レストランの前で中年ビジネスマンのアレックスがタバコを吸っていると、魅力的な女性アンナがタバコの火を借りに来る……。せっかちで心配性の妻ミツィーと夫のエイブの老夫婦は、歩きながらいつまでも延々と口げんかを続ける……。ビデオアーティストのゾーイはそんな様々な人々の様々な愛が生まれる街ニューヨークを撮影していく……。

## 監督と出演
- チアン・ウェン監督作　スリ
  - ベン：ヘイデン・クリステンセン
  - モリー：レイチェル・ビルソン
  - ギャリー：アンディ・ガルシア

- ミーラー・ナーイル監督作　宝石商と宗教
  - マンスークバイ：イルファーン・カーン
  - リフカ：ナタリー・ポートマン

- 岩井俊二監督作　映画音楽家
  - デヴィッド：オーランド・ブルーム
  - カミーユ：クリスティーナ・リッチ

- イヴァン・アタル監督作　路上で口説く男
  - 娼婦：マギー・Q
  - 作家：イーサン・ホーク

- ブレット・ラトナー監督作　車椅子でプロム
  - 若者：アントン・イェルチン
  - 女優：オリヴィア・サールビー
  - リッコリ：ジェームズ・カーン
  - 元彼女：ブレイク・ライヴリー

- ？バスケットボール　男が金を渡してカッコ良く見せてた話

- アレン・ヒューズ監督作　ゆきずりのつもりの男女が
  - リディア：ドレア・ド・マッテオ
  - ガス：ブラッドレイ・クーパー

- シェカール・カプール監督作　元歌手とホテルマン
  - ジェイコブ：シャイア・ラブーフ
  - イザベル：ジュリー・クリスティ
  - ホテルマン：ジョン・ハート

- ナタリー・ポートマン監督作　男性子守はダンサー
  - ダンテ：カルロス・アコスタ
  - マギー：ジャシンダ・バレット
  - テヤ：テイラー・ギア

- ファティ・アキン監督作　絵のモデル
  - 画家：ウグル・ユーセル（ドイツ語版）
  - 中国茶店の店員：スー・チー
  - アパートの管理人：バート・ヤング

- イヴァン・アタル監督作　レストラン外で喫煙男女
  - アンナ：ロビン・ライト・ペン
  - アレックス：クリス・クーパー

- ランディ・バルスマイヤー監督作　何処か連れてけと喧嘩カップル
  - ゾーイ：エミリー・オハナ
  - ジャスティン：ジャスティン・バーサ
  - サラ：エヴァ・アムリ

- ジョシュア・マーストン監督作　歩行不自由な老夫婦
  - エイブ：イーライ・ウォラック
  - ミツィー：クロリス・リーチマン

## 評価
レビュー・アグリゲーターのRotten Tomatoesでは100件のレビューで支持率は37%、平均点は5.10/10となった。Metacriticでは26件のレビューを基に加重平均値が49/100となった。